# Augusto Capdeville
Augusto Henri Capdeville Rojas (Santiago, 1864 - Viña del Mar, 21 de septiembre de 1932) fue un arqueólogo chileno.

## Biografía
Nació en Santiago de Chile en el año de 1864. Sus padres fueron Guillaume Capdeville Jeanne, emigrante francés, y Rafaela del Carmen Rojas.
Su padre, como muchos otros emigrantes europeos de comienzo de la segunda mitad del siglo XIX, había arribado al puerto de Valparaíso el 20 de agosto de 1860. Guillaume nació el 30 abril 1828 en Avignon y sus padres fueron Jean Raymond CAPDEVILA y Marie Thérèse JEANNE.
El adolescente Augusto Henri hizo sus primeros años de estudios de humanidades en el Liceo de Talca, uno de los primeros liceos republicanos fundado en 1827. Viajó a Santiago para terminar la enseñanza media en el Instituto Nacional, graduándose de bachiller en 1883.
Entre los años 1884 y 1885, Augusto prosiguió sus estudios universitarios en dos carreras de la Universidad de Chile: Medicina y Leyes. Tuvo que abandonar ambas carreras por razones económicas debido a la muerte de su padre y tener responsabilidades familiares.
En 1888, durante el gobierno del presidente Balmaceda, el joven Capdeville entró a trabajar en el Ministerio de Industria y Obras Públicas, ocupando varios puestos, pero distinguiéndose en el cargo de Jefe de Boletín. Como empleado, de dicho ministerio, conoció personalmente al presidente de la República.
En 1897, Augusto Capdeville se casó con Matilde Celis Araya, antes de partir a su nuevo destino, la ciudad-puerto de Taltal.
Capdeville y su esposa llegaron a Taltal poco después de haberse casado, matrimonio que con el tiempo se transformó en una familia con siete hijos. Capdeville, trabajó primero como pesador de salitre, luego de alcalde de aduana y por último, desde 1917, como jefe de resguardo de la Aduana. En 1931, Augusto Capdeville se trasladó a Viña del Mar, donde murió el 21 de septiembre de 1932 a la edad de 68 años.

## Vida profesional
Se le considera el iniciador de la arqueología de Taltal, en el norte de Chile, donde llegó en 1897 a trabajar en la aduana de ese puerto. En 1914 comienza sus trabajos de terreno con excavaciones arqueológicas en diferentes yacimientos de la costa de Taltal, obteniendo la primera cronología para la costa de Chile. Los trabajos arqueológicos de Taltal tuvieron resonancia nacional e internacional por la antigüedad de los restos arqueológicos, considerados como “paleolíticos,”, hallazgos que actualmente podemos relacionar con poblaciones poseedoras de anzuelos de concha. Descubre los cementerios de esqueletos tendidos con sus particulares estructuras semi subterráneas formando pequeños núcleos habitacionales, los cementerios de los vasos pintados de Muelle de Piedra, Agua Dulce, Bandurrias y Punta Grande, cementerio de los vasos negros en la llanura del Hueso Parado y los túmulos de tierra del Gritón.
Por los hallazgos realizados, en 1916 es aceptado como miembro de la Sociedad Chilena de Historia y Geografía, y posteriormente en 1920, como Socio-Correspondiente de la Sociedad Ecuatoriana de Estudios Históricos, reconocimientos que Capdeville recibía con la modestia de un iniciado en la ciencia arqueológica.
Con los siguientes escritos, Capdeville dio a conocer la arqueología de Taltal al mundo y al mundo científico de aquellas décadas:
- 1921. Notas acerca de la arqueología de Taltal I (Civilización paleolítica de los pescadores primitivos del gran túmulo y conchal del Morro Colorado, situado en la Punta del Hueso Parado). Boletín de la Academia Nacional de la Historia, II:3-4. 16 pp. Quito.
- 1921. Notas acerca de la arqueología de Taltal II (Civilización Dolménica. Gente de los círculos de piedra). Boletín de la Academia Nacional de la Historia, II: 3-4. 16 pp. Quito
- 1922. Notas acerca de la arqueología de Taltal III (Civilización de la gente de los vasos pintados). Boletín de la Academia Nacional de la Historia, III: 7-8. 5 pp. Quito
- 1923. Un cementerio Chincha-Atacameño en Punta Grande, Taltal. Boletín de la Academia Nacional de la Historia 18. 16 pp. Quito